# جزيرة الزيرة

جزيرة الزيرة هي إحدى جزر لبنان ومن المعالم الطبيعية والسياحية التي تقع قبالة مدينة صيدا.

## أقسامها
تتألف جزيرة الزيرة من ثلاثة أجزاء :
- الصخرة الكبيرة: وتسمى المنشار، طولها كخط مستقيم 457 مترا، وكخط متعرج 462 مترا، وعرضها الوسطي 66 مترا. مساحة هذه الصخرة 30492 متر مربع ومحيطها 1076 مترا، تبعد عن المرفأ الذي ترسو فيه السفن 380 مترا وعن القلعة البحرية 495 مترا.
- الصخرة الدائرية: طولها 33 مترا وعرضها 27 مترا أما المساحة فهي 580 متر مربع، تبعد عن الصخرة الأم 47 مترا ومحيطها يبلغ حوالي 100 متر طولي، تبعد عن المرفأ 330 مترا وعن القلعة البحرية 452 مترا.
- الصخرة الصغيرة: طولها 40 مترا، وعرضها يترواح بين 2 و 10 أمتار، مساحتها 230 متر مربع، ومحيطها 47 مترا. تبعد عن الصخرة الكبيرة 12 مترا.[1]

## الإرتفاع
يتراوح ارتفاع الصخور عن البحر بين بين متر واحد و10 أمتار

## منارة الزيرة
كانت صخرة الزيرة تضم منارة لإرشاد السفن في الليل، وهي مثبتة في الجزء الأكثر إرتفاعاً من الجزيرة، ولكنها اليوم معطلة ومهملة.